# Zgornja Bistrica
Zgornja Bistrica – wieś w Słowenii, w gminie Slovenska Bistrica. W 2018 roku liczyła 616 mieszkańców.